# Assem
Assem is een Nederlands modebedrijf dat is opgericht in 1910. Het Rotterdamse modebedrijf heeft 18 winkels in verschillende steden in Nederland en een webshop. Sinds januari 2024 is Van den Assem overgenomen door Omoda en heet sindsdien ‘Assem’.

## Geschiedenis
Lambertus van den Assem opende in 1910 een schoenenwinkel in de Oostmoelenstraat in Rotterdam. Zijn zoon Cees van den Assem nam samen met zijn broer en zus de zaak van hun ouders over. Deze was sinds 1956 gevestigd aan de Nieuwe Binnenweg. Na ruim 42 jaar, en inmiddels twee winkels verder, namen zijn zonen Berry en Leo van den Assem (traditiegetrouw) in 1998 het bedrijf over. Leo had de leiding over de herenschoenenzaak en Berry over de damesschoenenzaak. In de daaropvolgende jaren wordt het aantal schoenenwinkels verder uitgebreid naar 10 locaties. In januari 2024 volgde een grote verandering. Omoda neemt van den Assem over, vanaf dat moment verandert de naam Van den Assem naar Assem. Naast schoenen, tassen en accessoires werd ook kleding toegevoegd aan de collectie.
Op 22 januari 2024 kondigde Assem aan de schoenenketen Shuz en modewinkel Leurink Mode over te nemen.

## Hoofdkantoor en distributie
In 2004 begon Assem met de online verkoop van hun items, waarmee ze een nieuwe weg insloegen in de detailhandel. Ze hadden al een distributiecentrum in Capelle aan den IJssel. Al snel bleek de beschikbare ruimte niet voldoende om aan de toenemende vraag te voldoen. Daarom besloot Assem in 2005 het aangrenzende pand te kopen, waarmee hun distributiecapaciteit aanzienlijk werd vergroot. In 2012 verhuisde het bedrijf naar een nieuwgebouwd distributiecentrum en hoofdkantoor, dat ook in Capelle aan den IJssel is gevestigd. Sinds halverwege 2024 is het hoofdkantoor en distributie gevestigd in Zierikzee, waar Assem dezelfde faciliteiten als Omoda deelt.

## Winkels en webshop
Assem heeft een Nederlandse webshop en fysieke schoenen- en kledingwinkels in: 
- Rotterdam Shoe Club
- Rotterdam Hillegersberg
- Rotterdam centrum (dames)
- Rotterdam centrum (heren)
- Tiel
- Noordwijk
- Gorinchem
- Den Bosch
- Amsterdam
- 's-Gravendeel
- Laren
- Borne (Leurink by Assem)
- Castricum
- Uithoorn
- Wassenaar
- Leiden
- Gouda
- Amersfoort